# Верх-Бехтемир
Верх-Бехтемир — село в Бийском районе Алтайского края России. Административный центр и единственный населённый пункт Верх-Бехтемирского сельсовета.

## История
Было основано в 1821 году. В 1928 году в нём функционировали школа, изба-читальня и лавка общества потребителей, имелось 447 хозяйств, проживало 2865 человек. В административном отношении являлось центром сельсовета Новиковского района Бийского округа Сибирского края.

## География
Находится в восточной части края, в южных пределах Бийско-Чумышской возвышенности, на берегах реки Бехтемир, на расстоянии 42 километров по прямой к северо-востоку от города Бийска. Абсолютная высота 235 метров над уровнем моря.
Климат
умеренный континентальный. Самый холодный месяц: январь (до −54 °C), самый тёплый: июль (до +39 °C). Годовое количество осадков составляет 450—500 мм.

## Население
| 1997  | 1998  | 1999  | 2000  | 2001  | 2002  | 2003  | 2004  | 2005  | 2006  | 2007  |
| ----- | ----- | ----- | ----- | ----- | ----- | ----- | ----- | ----- | ----- | ----- |
| 1225  | ↘1205 | ↘1190 | ↘1181 | ↘1176 | ↘1145 | ↘1132 | ↘1110 | ↗1112 | ↘1075 | ↘1033 |
| 2008  | 2009  | 2010  | 2011  | 2012  | 2013  | 2014  | 2015  | 2016  | 2017  | 2018  |
| ↗1052 | ↘1038 | ↘1006 | →1006 | ↗1017 | ↘1002 | ↘982  | ↗989  | ↘979  | ↘964  | ↘942  |
| 2019  | 2020  | 2021  |       |       |       |       |       |       |       |       |
| ↘932  | ↗938  | ↘880  |       |       |       |       |       |       |       |       |

национальный состав
Согласно результатам переписи 2002 года, в национальной структуре населения русские составляли 93 %.

## Инфраструктура
Функционируют средняя общеобразовательная школа, детский сад, дом культуры, библиотека, фельдшерско-акушерский пункт и отделение «Почты России».

## Улицы
Уличная сеть состоит из 9 улиц и 2 переулков.

## Транспорт
Село доступно по дороге общего пользования межмуниципального значения «а/д К-11 — Шебалино — Верх-Бехтемир» (идентификационный номер 01 ОП МЗ 01Н-0408) протяженностью 22,700 км